# Gemmaterebra
Gemmaterebra is een geslacht van weekdieren uit de klasse van de Gastropoda (slakken).

## Soort
- Gemmaterebra bicorona (Hutton, 1885) †